# Pesquisas de opinião sobre a presidência de Nayib Bukele
Pesquisas de opinião têm sido realizadas em El Salvador desde setembro de 2019, três meses após Nayib Bukele assumir o cargo de presidente de El Salvador em 1º de junho de 2019, para avaliar a opinião pública sobre Bukele e do seu governo. Apesar da receção negativa de fora de El Salvador, internamente, Bukele é considerado um dos presidentes mais populares da história salvadorenha já que os seus índices de aprovação geralmente oscilam em torno de 90%.